# سنت آنتونی (آیووا)
سنت آنتونی (به انگلیسی: St. Anthony) شهری در ایالت آیووا کشور ایالات متحده آمریکا است که جمعیت آن در سرشماری سال ۲۰۱۰ میلادی، ۱۰۲ نفر بوده‌است.